# Crystal Japan
Crystal Japan è un brano strumentale composto dal musicista britannico David Bowie e pubblicato su singolo in Giappone nel 1980.

## Il brano
Il pezzo venne registrato nel 1979 e utilizzato per uno spot pubblicitario sulla televisione nipponica del sakè marca "Crystal Jun Rock", che vedeva, inoltre, anche la partecipazione di Bowie stesso. Originariamente intitolato Fuje Moto San, lo strumentale avrebbe dovuto chiudere l'album Scary Monsters ma venne infine rimpiazzato da It's No Game (No. 2).
Nel 1992 il brano è stato incluso come bonus track nella ristampa della Rykodisc dell'album Scary Monsters (and Super Creeps). Crystal Japan è inoltre stato inserito nelle raccolte Bowie Rare del 1982 e All Saints del 2001.

## Tracce
1. Crystal Japan (David Bowie) – 3:27
2. Alabama Song (Bertolt Brecht, Kurt Weill) – 4:51

## Cover
- Anonymous – Top 10 Party Dance Cassette
- The Drop Outs – Ashes to Ashes: A Tribute to David Bowie (1998)
- Nine Inch Nails - A Warm Place